# 沃尔高·若尔特
沃尔高·若尔特（匈牙利語：Varga Zsolt，1972年3月9日—），匈牙利男子水球运动员。他曾代表匈牙利参加1992年、1996年和2000年夏季奥林匹克运动会水球比赛，获得一枚金牌。